# Wincenty Nguyễn Thế Điểm
Św. Wincenty Nguyễn Thế Điểm (wiet. Vinh-Sơn Nguyễn Thế Điểm) (ur. ok. 1761 r. w Ân Ðô, prowincja Quảng Trị w Wietnamie – zm. 24 listopada 1838 r. w Đồng Hới w Wietnamie) – ksiądz, męczennik, święty Kościoła katolickiego.
Wincenty Nguyễn Thế Điểm uczył się w seminarium w Kẻ Vĩnh. Aresztowano go podczas prześladowań w 1838 r. Został uwięziony w Đồng Hới. W więzieniu spotkał Piotra Vũ Đăng Khoa, po kilku tygodniach dołączył do nich misjonarz Piotr Borie, katechista Piotr Nguyễn Khắc Tự oraz Antoni Nguyễn Hữu Quỳnh. Z powodu podeszłego wieku nie torturowano go, gdyż zabraniało tego prawo. Został stracony przez uduszenie. Razem z nim stracono Piotra Borie i Piotra Vũ Đăng Khoa.
Dzień wspomnienia: 24 listopada w grupie 117 męczenników wietnamskich.
Beatyfikowany 27 maja 1900 r. przez Leona XIII. Kanonizowany przez Jana Pawła II 19 czerwca 1988 r. w grupie 117 męczenników wietnamskich.